# McLachlan Electric and Gasoline Motor Company
McLachlan Electric and Gasoline Motor Company war ein kanadischer Hersteller von Automobilen.

## Unternehmensgeschichte
Das Unternehmen hatte seinen Sitz an der Adelaide Street West in Toronto. Beteiligt waren J. C. McLachlan, G. McLachlan, C. Millar, C. W. Vernon und R. B. Orr. Sie stellten hauptsächlich Ottomotoren her. 1898 begann die Entwicklung eines Kraftfahrzeugs, die im Sommer 1899 abgeschlossen war. Der Markenname lautete McLachlan. Die Verkaufszahlen blieben gering. 1901 wurde das Unternehmen aufgelöst.
Nachfolgeunternehmen wurde die McLachlan Gasoline Engine Company, die sich auf die Produktion von Motoren beschränkte und bis 1906 existierte.

## Fahrzeuge
Die Fahrzeuge ähnelten den Modellen von Benz. Besonderheit war ein Friktionsgetriebe, das allerdings zu viel Leistung des ohnehin schwachen Motors verbrauchte.